# Amosis I
Amosis, Ahmose I o Ahmosis I fou el primer faraó de la dinastia XVIII d'Egipte (1550—1525 aC). Va aconseguir l'expulsió definitiva dels hicsos. Les dates del seu govern són incertes, però probablement no gaire llunyanes a 1550 aC. Com que la seva mòmia suggereix que va morir amb uns 35 anys, en cas d'haver governat 25 anys com se li atribueix, hauria començat a regnar als 10 anys.
El seu nom Sa Re era Amosis ('Ha nascut la lluna'), el seu nom de tron o Nesut biti fou Nebpehtyre ('El senyor de la força és Ra'); el seu nom d'Horus fou Aakhepere o Khaemuaset; el seu Nebti Tutmesut i el seu Horus d'or Tjestawy. Va assolir el tron a la mort del seu pare Seqenenre (Tao II) i del seu germà gran Kamosis, amb un període de tres anys de diferència, i probablement a conseqüència de la lluita amb els hicsos. La seva mare era la reina Ashotep I, que segurament va exercir la regència breument.
Els egiptòlegs pensen que, en començar el regnat, els hicsos van passar a l'ofensiva, i van recuperar Heliòpolis. Però, al cap de deu anys de pujar al tron, ja consta per la biografia de l'oficial militar, Ahmose fill d'Ibana, que estava assetjant Àvaris, i un altre oficial, Ahmose Pennekheb, també fa esment de la campanya. Les operacions al delta es van fer fins al seu quinzè any de govern i, vers el 16è, va atacar la fortalesa de Sharuhen a Canaan.
Després, va dirigir la seva atenció a Núbia, on ja el seu germà Kamosis havia enviat alguna expedició. Va arribar fins a la segona cascada del Nil, on va establir la frontera i va establir un centre administratiu a Buhen, del qual el primer virrei fou segurament Djehuty.
Mentre es feia la campanya de Núbia, alguns vassalls hicsos del nord es van revoltar, sota la direcció d'un enemic notori del rei, anomenat Tetien. La reina Ashotep (Ahhotep I) va ser l'encarregada de reprimir la revolta i va rebre un collar al mèrit militar.
Als 22 anys de regnat, va tornar a Canaan i, segons l'estela de Tuthmosis I, hauria arribat fins a l'Eufrates.
Amosis I es va casar amb sa germana Amosis-Nefertari, que va esdevenir la gran esposa d'Amon. El rei va tenir uns quants fills, entre els quals: 
- Meritamon, la filla gran d'Amosis-Nefertari, que va morir jove,
- Tair, filla nascuda de la reina secundària Kasmut,
- Satamun, segona filla d'Amosis-Nefertari, que va morir a la infantesa,
- Sapair, fill gran d'Amosis-Nefertari, mort jove,
- Saamen, segon fill amb Amosis-Nefertari. Mort infant,
- Aahotep, tercera filla d'Amosis-Nefertari,
- Amenofis o Amenhotep I, tercer fill d'Amosis-Nefertari, i successor,
- Satkames, quarta filla d'Amosis-Nefertari (va morir amb uns 30 anys),
- Henttameh, filla nascuda de Thenthapi,
- Una altra filla.

Va morir vers 1525 aC. Fou enterrat a Dra Abu al-Naga, però la seva tomba exacta no es coneix. La seva mòmia fou trobada a Deir al-Bahari i tenia un cenotafi al sud d'Abidos amb una piràmide d'uns 70 metres quadrats, l'última piràmide reial construïda a Egipte. La piràmide té escenes de lluites probablement contra els hicsos, i apareixen per primer cop els carros de guerra tirats per cavalls.
El va succeir el seu fill Amenofis I (Amenhotep I).